# Литвиненко Сергій Васильович
Сергій Васильович Литвиненко (8 серпня 1923, село Запсілля, тепер Кременчуцького району Полтавської області — 20 серпня 1991, Київ) — український радянський господарський діяч, депутат Верховної Ради УРСР 11-го скликання. Кандидат у члени ЦК КПУ в 1986—1990 р.

## Біографія
Народився в селянській родині. Служив у Радянській армії, учасник німецько-радянської війни.
У 1944—1948 роках — студент Львівського торгово-економічного інституту.
У 1948—1968 роках — на керівних посадах у споживчій кооперації Полтавської області. Працював завідувачем торгового відділу райспоживспілки, головою правління районної споживчої спілки, директором міжрайбази, заступником голови правління Полтавської облспоживспілки.
Член КПРС з 1957 року.
У 1968—1978 роках — голова правління Дніпропетровської облспоживспілки.
У 1978—1981 роках — заступник, 1-й заступник голови правління «Укоопспілки».
У серпні 1981 — серпні 1991 р. — голова правління Спілки споживчих товариств Української РСР (Укоопспілки). Обирався членом Центрального комітету кооперативного альянсу і Ради Центроспілки СРСР.

## Нагороди
- два ордени Трудового Червоного Прапора
- орден Знак Пошани
- орден Вітчизняної Війни І-го ст.(1985)
- орден Слави ІІІ-го ст.
- медалі
- Почесна грамота Президії Верховної Ради Української РСР
- заслужений працівник торгівлі Української РСР (3.10.1973)